# 김종배
김종배(1966년~)는 대한민국의 언론인이다. 2000년부터 2011년까지 11년간 MBC 표준FM 《손석희의 시선집중》 '뉴스브리핑' 코너에서 활동한 적이 있고 2019년 7월 1일부터 《김종배의 시선집중》 진행을 맡았다. 충청남도 대천 출생이다.

## 생애
김종배는 1966년 3남 1녀 중 셋째로 태어났다. 형제자매 중 유일하게 대학교를 졸업했다.(막내는 대학교 중퇴)
1988년에 서강대학교 신문방송학과를 졸업했다. 대학을 졸업한 후 1989년 1월부터 2년간 한국기자협회 기관지 '기자협회보' 기자로 일했다. 이후에 선거보도감시연대, 전교조가 발행하는 월간지 《우리교육》에서 일하다가 1997년 1월부터 미디어오늘에서 기자로 활동을 하였고, 1998년 8월부터 2001년 2월까지 미디어오늘의 편집장을 지냈다. 2001년에 시력에 문제가 생겨 편집장에서 물러났다.
미디어오늘 편집장 시절 김종배는 미디어오늘에서 1968년에 조선일보가 보도한 ‘무장공비 이승복 군 학살’ 기사가 허위라고 주장하는 내용의 기사를 실었다는 이유로 고발됐다. 2006년 대법원은 조선일보의 보도가 허위가 아니고 특종이 조작이라고 주장하였던 것이 허위지만 진실이라고 믿은 것에 상당한 이유가 있음을 감안해 김종배 편집장에 대해 공익성을 감안 무죄를 선고하고 ‘언론 오보 50선’ 전시회를 총괄한 언론개혁시민연대 사무총장 김주언에 대해서는 출판물에 의한 명예훼손 혐의로 6개월의 집행유예를 확정했다.
2009년에 김종배는 본격적 뉴스 분석 인터넷 방송을 경향신문, 한겨레신문, 오마이뉴스, 프레시안 등에 동시에 하자고 제안했지만 별다른 반응을 얻지 못했다. 2012년부터 오마이뉴스의 제안으로 하루에 하나의 이슈를 상세히 분석해주는 팟캐스트 《이슈 털어주는 남자》를 진행하였다. 2014년 2월 24일부터 독립적인 팟캐스트 《시사통 김종배입니다》를 진행하였다.

## 방송 활동
- 1999년: MBC 표준FM 엄길청, 방현주의 아침을 달린다 (뉴스브리핑)
- 2000년~2011년: MBC 표준FM 손석희의 시선집중 (뉴스브리핑)
- 2006년~2007년: MBC 표준FM 김종배의 뉴스터치
- 2012년~2013년 12월 31일: 오마이뉴스 (팟캐스트) 이슈 털어주는 남자 진행
- 2014년 2월 24일~2016년 12월 26일: (팟캐스트) 시사통 김종배입니다 진행
- 2016년 1월 18일~2019년 1월 18일: 교통방송 《색다른 시선, 김종배입니다》 진행
- 2019년 7월 1일~: MBC 표준FM 《김종배의 시선집중》 진행

## 저서
- 《누가 거짓말을 하고 있는가》. 쌤앤파커스. 2012년. ISBN 9788965700722
- 《30대 정치학》. 반비. 2012년. ISBN 9788983714435

### 공저
- 김종배·조형근. 《사회를 구하는 경제학》. 반비. 2014년. ISBN 9788983716705